# Retaliator, programada para matar
Retaliator, programada para matar (título original: Programmed to Kill) es una película estadounidense de acción y ciencia ficción de 1987, dirigida por Allan Holzman y Robert Short, escrita por este último, musicalizada por Craig Huxley y Jerrold Immel, en la fotografía estuvo Nissim Leon, los protagonistas son Robert Ginty, Sandahl Bergman, James Booth y Paul Walker, entre otros. El filme fue realizado por Retaliator Productions y Trans World Entertainment (TWE), se estrenó el 5 de abril de 1987.

## Sinopsis
Una terrorista de Medio Oriente es atrapada por la CIA en Grecia, luego de un ataque a un mercado. La llevan a Estados Unidos, allí la intervienen quirúrgicamente para convertirla en una máquina de matar cibernética. Después, la CIA la manda de vuelta a Medio Oriente, pero no saben en qué momento dejará de obedecer.